# Parablatticida pachyscapha
Parablatticida pachyscapha är en stekelart som beskrevs av Girault 1915. Parablatticida pachyscapha ingår i släktet Parablatticida och familjen sköldlussteklar. Inga underarter finns listade i Catalogue of Life.